# ران دسانتیس
رونالد دیون دِسانتیس (انگلیسی: Ron DeSantis؛ زاده ۱۴ سپتامبر ۱۹۷۸) سیاستمدار و افسر سابق آمریکایی است که از سال ۲۰۱۹ به عنوان چهل و ششمین فرماندار فلوریدا مشغول به کار است. او پیشتر نمایندهٔ حوزه انتخابیه ششم فلوریدا از جمهوری‌خواه در مجلس نمایندگان ایالات متحده آمریکا بوده است.
او با لیسانس تاریخ از دانشگاه ییل در سال ۲۰۰۱، فارغ‌التحصیل شد. او در سال ۲۰۰۵، جی دی خود را از مدرسه حقوق هاروارد دریافت کرد.
دسانتیس در مقام فرماندار فلوریدا، در برابر بسیاری از تدابیر نظیر واکسیناسیون، فرمان ماندن در خانه، الزامی شدن ماسک زدن که دیگر ایالت ها برای کند کردن روند گسترش بیماری کوید ۱۹ پیاده کردند، مقاومت کرد. نرخ تلفات در فلوریدا نزدیک به میانگین تلفات در کشور باقی ماند ولی رشد اقتصادی آن بالاتر از میانگین بود و سریعترین رشد جمعیت را نسبت به هر ایالت دیگری در سطح کشور دارا بود. دسانتیس در ماه مه ۲۰۲۱، طرحی را با امضای خود به قانون تبدیل کرد که کسب‌وکارها، مدارس، کشتی‌های کروز و نهادهای دولتی را از الزام به داشتن گواهی واکسیناسیون، بازداشت. او هزینه های ایالت فلوریدا را کاهش داد که همراه با پرداخت‌های مشوق فدرال و درآمد بالا از مالیات بر فروش، منجر به بزرگ‌ترین مازاد بودجه در تاریخ فلوریدا شد. دسانتیس در تلاش برای بازیابی پس از توفند یان و توفند نیکول بود و بر تصویب لایحه حقوق اولیا در آموزش فلوریدا نظارت داشت. او با یک پیروزی قاطع در انتخابات فرمانداری ۲۰۲۲ فلوریدا، مجدداً به فرمانداری انتخاب شد که اختلاف ۱۹٫۴ درصدی او با رقیبش چارلی کریست، بیشترین میزان در ۴۰ سال اخیر این ایالت بود.
پس از مدتها گمانه‌زنی، دسانتیس در ۲۴ مه ۲۰۲۳، نامزدی خود را در انتخابات ریاست جمهوری ۲۰۲۴ آمریکا، اعلام کرد. اما نهایتا با توجه به کم‏‌رونق بودن کمپین انتخاباتی‌اش در ژانویه ۲۰۲۴ انصراف خود را از ادامه کار اعلام نمود.

## مواضع سیاسی

### سیاست خارجی

#### افغانستان
دسانتیس خروج نظامی آمریکا از افغانستان را محکوم کرد و گفت که برنامه‌ریزی برای آن ضعف داشته‌است. او بیشتر سرزنش خود را معطوف جو بایدن کرده و او را متهم کرد که کشور را نسبت به سوءاستفاده چین، روسیه، کره شمالی و دیگر رقبای ژئوپلیتیک آمریکا تضعیف کرده‌است. او گفت: «پس از ۱۱ سپتامبر لازم بود برویم و طالبان و القاعده را نابود کنیم. اما در نگاهی به گذشته، باید پس از آن به خانه می‌آمدیم. فکر می‌کنم تلاش برای دموکراسی انجام دادن و همه آن‌ها بسیار مشکل دار بوده‌است.» او همچنین حمله ۱۴۰۰ میدان هوایی کابل را که منجر به کشته شدن ۱۳ آمریکایی شد،محکوم کرد. دفتر فرمانداری فلوریدا در نامه ای به وزیر دفاع ایالات متحده آمریکا، لوید آستین، وزیر امور خارجه ایالات متحده آمریکا، آنتونی بلینکن و وزیر امنیت میهن ایالات متحده آمریکا، الخاندرو مایورکاس در ۳۰ اوت ۲۰۲۱، پرسید چه پناهندگان افغانی به فلوریدا خواهند آمد و سرنوشت فلوریدایی‌ هایی که در افغانستانند، چه می‌شود.

### ایران
دسانتیس با تفاهم هسته‌ای لوزان مخالفت کرد و آن را توافقی بد خواند که امنیت ملی ما را به‌طور قابل توجهی تضعیف می‌کند. او اضافه کرد: «توافق با ایران به آیت الله خامنه ای دقیقاً چیزی را می‌دهد که او می‌خواهد: میلیاردها دلار تخفیف در تحریم‌ها، تأیید برنامه هسته ای ایران و قابلیت مانع شدن در برابر بازرسی‌ها.»

### حقوق ال‌جی‌بی‌تی
دسنتس از کمپین حقوق بشر در رابطه با سابقه رای دهی در کنگره در زمینه قوانین و مسایل مرتبط با حقوق ال‌جی‌بی‌تی، درجه ۰ را گرفت. در سال ۲۰۱۸، او به روزنامه فلوریدایی سان سنتینل گفت: «نمی‌خواهد تبعیضی در فلوریدا وجود داشته باشد، می‌خواهم مردم بتوانند زندگی خود را داشته باشند، چه همجنسگرا باشید چه مذهبی.»
در ۱ ژوئن ۲۰۲۱، دسانتیس لایحه انصاف در ورزش زنان (SB 1028) را امضا کرد. این لایحه موجب شده که دختران و زنان تراجنسیتی از شرکت در رقابت‌های ورزشی در مدارس ابتدایی، دبیرستان ها و دانشگاه ها در فلوریدا منع شوند. این قانون در ۱ ژوئیه ۲۰۲۱، اجرایی شد.
در فوریه ۲۰۲۲، دسانتیس لایحه حقوق اولیا در آموزش فلوریدا را که مخالفانش عموماً با عنوان «نگو گی» تحقیرش می‌کنند، امضا کرد. قانونی که آموزش در زمینه گرایش جنسی یا هویت جنسیتی را در کلاس‌های مدارس از مهدکودک تا کلاس سوم ابتدایی، ممنوع کرد. او گفت «کاملاً نامناسب» است که معلمان و اداره کنندگان مدارس در مورد هویت جنسیتی با دانش آموزان صحبت کنند. دسانتیس در ۲۸ مارس ۲۰۲۲، این طرح را امضا کرد و در ۱ ژوئیه ۲۰۲۲، اجرایی شد.
در پاسخ به مخالفت والت دیزنی با این قانون، دسانتیس به قوه مقننه فلوریدا توصیه کرد که امتیازات ویژه خویش فرمانی والت دیزنی ورلد در ملک خود را که در سال ۱۹۶۷، به این شرکت اعطا شده بود، لغو کند.

### سقط جنین
در پی حکم دیوان عالی آمریکا در پرونده دابز در برابر سازمان سلامت زنان جکسن، دسانتیس متعهد به «گسترش دادن محفاظت‌های حامی حیات» شد. در ۱۴ آوریل ۲۰۲۲، او قانونی را امضا کرد که سقط جنین‌های اختیاری پس از ۱۵ هفته بارداری را تنها در صورتی مجاز می‌داند که برای رفع «ریسک جدی» سلامت فیزیکی زن باردار یا در صورت «غیرعادی بودن کشنده جنینی» صورت گیرد ولی تجاوز، قاچاق انسان، زنای با محارم یا سلامت ذهنی را به عنوان استثنایی برای منع سقط جنین نمی‌پذیرد. پیشتر، این محدودیت برای پس از ۲۴ هفته بارداری بود. این قانون مقرر بود از ۱ ژوئیه اجرایی شود ولی یک قاضی ایالتی، اجرای آن را بلوکه کرد و حکم کرد که قانون اساسی فلوریدا حقوق مربوط به حریم شخصی را تضمین می‌کند که باعث می‌شود این قانون خلاف قانون اساسی باشد. پس از این که دسانتیس نسبت به این حکم تقاضای تجدیدنظر کرد، قانون از ۵ ژوئیه ۲۰۲۲، اجرایی شد.
دسانتیس در مارس ۲۰۲۳، در یک کنفرانس مطبوعاتی در مورد طرحی که سقط جنین را پس از شش هفته بارداری با استثنائاتی برای تجاوز و زنای محارم تا ۱۵ هفتگی ممنوع می‌کند، گفت: «فکر می‌کنم این استثناها منطقی اند. ما از قانون حامی حیات حمایت می‌کنیم.»